# نوربورنان
نوربورنان هو مركب كيميائي من الهيدروكربونات ثنائية الحلقة المشبعة له الصيغة الكيميائية C7H12، ويكون على شكل صلب أبيض اللون.
يتألف المركب بنيوياً من حلقة هكسان تحوي جسر ميثيلين بين الموقعين 1 و 4؛ بالتالي فهو مركب ثنائي الحلقة جسري، ويسمى لذلك أيضاً ثنائي حلقة [1.2.2]هبتان.

## التحضير
يحضر النوربورنان من اختزال مركب نوركافور؛ والذي هو عبارة عن كيتون ثنائي الحلقة.

## الخواص
يوجد النوربورنان في الشروط القياسية على شكل صلب أبيض اللون، وهو ينصهر عند درجات حرارة تتراوح بين 85 - 88 °س. اشتق اسم المركب من مشتقه 7,7,1-ثلاثي ميثيل النوربورنان، والذي يعرف باسم بورنان؛ وأضيفت السابقة نور- للإشارة إلى تجريد المركب من مستبدلاته الميثيلية.

## مركبات متعلقة
يعد هيكل مركب النوربورنان أساساً للعديد من المركبات المتعلقة، منها بورنان المستبدل بمجموعة ميثيل واحدة في الموقع 1 ومجموعتي ميثيل في الموقع 7؛ وكذلك مركب نوربورنين وذلك عند وجود رابطة مضاعفة واحدة، ومركب نوربورناديين وذلك عند وجود رابطتين مضاعفتين في البنية.

## اقرأ أيضاً
- نوربورنين
- نوربورناديين